# Царство Грузия
Царство Грузия (груз. საქართველოს სამეფო Сакартвелос самепо) е средновековна монархия, създадена през 975 г. от Баграт III. Процъфтява през XI и XII век – така наречения „Златен век“ в историята на Грузия. Претърпява монголски нашествия през XIII век, но успява да възстанови суверенитета си през 40-те години. Обновените турко-монголски нашествия от 1386 г. водят до анархия в разпаднатото царство и взаимното признаване на съставните си царства в Картли, Кахетия и Имеретия за независими държави между 1490 и 1493 г.

## Произход
Възходът на Багратионската династия може да бъде проследен от VIII век, когато управляват Тао-Кларджети. Възстановяването на грузинското царство започва през 888 г., когато цар Адарнасе IV приема титлата „Цар на грузинците“. Обединено кралство Грузия е създадено през 1008 г. През тази година Баграт III, син на Гурген II, става владетел на Западногрузинското царство, включвайки Имеретия, Мегрелия, Абхазия, Гурия и Сванетия. Майката на Баграт е царица Гурандухт, дъщеря на Георги II.

## Златен век
Обединената монархия запазва несигурната си независимост от Византийската и Селджукската империя през XII век и процъфтява под властта на Давид IV Строителя (1089-1125), който отблъсква селджукските атаки и обединява Грузия.
С упадъка на византийската власт и разпадането на Великата селджукска империя, Грузия просперира по времето на управлението на Деметре I (1125-1156), Георги III (1156-1184) и най-вече дъщеря му Тамара (1184-1213). Със смъртта на Георги III главната мъжка линия изчезва и династията е продължена с брака на царица Тамара с аланския принц Давид Сослан.

## Монголска власт
Нашествията на хорезмите през 1225 г. и на монголците през 1236 г. окончателно слагат край на грузинския „Златен век“. Борбата срещу монголската власт създава диархия, с амбициозна съребрена линия от Багратионската династия, която държи властта в Имеретия в Западна Грузия. Много силни арменски и грузински фамилии стават самостоятелни от царството с подкрепата на монголците.
През 1327 година се случва драматично събитие в Монголска Персия при управлението на Абу Саид, а именно унижението и екзекуцията на Чобан, протеже на грузинския цар Георги V Блестящия. Махмуд, синът на Чобан, който управлява монголския гарнизон в Грузия е арестуван от собствените си войници и екзекутиран. Впоследствие Икбалаш, син на Кутлугшах, е назначен за управител на Грузия („Гурджистан“). През 1330-1331 Георги V Блестящия анексира Имеретия, обединявайки Грузия, след което Грузия отново става единна.

## Окончателно разпадане
Има период на обединение и съживяване при цар Георги V Блестящия (1299-1302, 1314-1346), но осемте атаки на тюркско-монголския завоевател Тимур между 1386 и 1403 г. допринасят за разпадането на грузинското царство. До 1490 г. единството на държавата е окончателно разбито и веднъж силната монархия се разделя на три независими царства: Картлийско (в централните и източни части), Кахетско (Източна Грузия) и Имеретско (Западна Грузия).